# Página

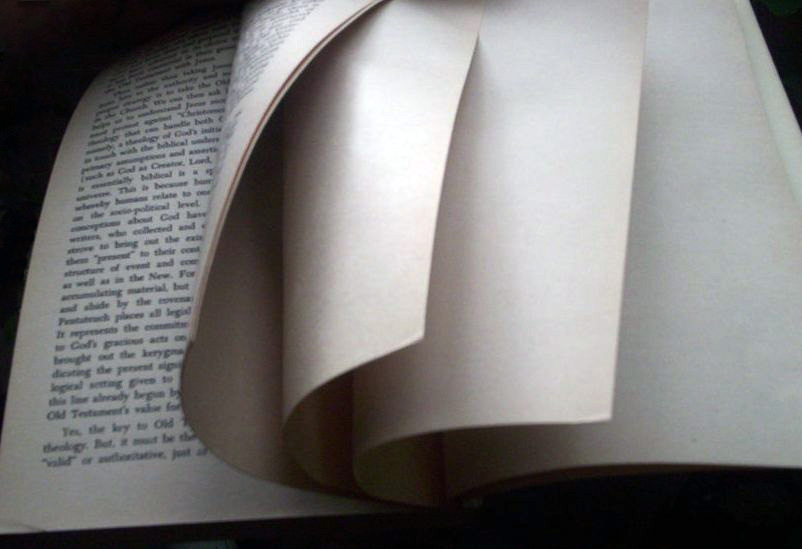
Páginas de um livro

Uma página é uma face de uma folha de papel ou usado como medida de quantidade ou localização de impressos e documentos (exemplo 1: o livro  Esaú e Jacó de Machado de Assis, possui "x" páginas em sua 1° edição / exemplo 2: ver página 10 do jornal Folha de S.Paulo).
Na Internet é chamada de "página", o conteúdo gráfico de um site, visualizado numa tela de monitor de vídeo e na Wikipédia, uma página equivale a um verbete enciclopédico.